# Dalia (imię)
Dalia – imię żeńskie. Wywodzi się od nazwy rośliny dalia lub arab. ‏دالية‎ oznaczającego winorośl.
Dalia imieniny obchodzi 29 października.

## Imienniczki
- Dalia Contreras, wenezuelska taekwondzistka.
- Dalia Grybauskaitė, litewska polityk, prezydent Litwy.
- Dalia Lorbek, słoweńska narciarka.
- Dalja Icik, izraelska polityk.

## W innych językach
- ang. Dahlia
- arab. ‏‏داليا‎‎
- fr. Dalie, Dahlia
- hebr. ‏דליה‎
- Dalila, Delila, Delilah (niem.),
- Dalija (połudsłow.).